# Rufus 2
Rufus 2 ist eine US-amerikanische Filmkomödie des Fernsehsenders Nickelodeon aus dem Jahr 2017. Der Fernsehfilm ist die Fortsetzung des Films Rufus (2016).
In Deutschland wurde der Film am 15. April 2017 erstmals bei Nickelodeon Deutschland ausgestrahlt.

## Handlung
Das magische Amulett, das den Hund Rufus in den Menschen Rufus verwandeln kann, hat seine Funktion zurückerlangt, zumindest teilweise. Nur wenn Mensch Rufus sich zu sehr erregt, versagt es den Dienst und Rufus wird wieder zum Hund. Sein Freund und „Herrchen“ Manny Garcia hat somit eine Menge Spaß mit ihm.
Rufus verliebt sich in Kat aus der Schule, doch das Mädchen hat ein Geheimnis und gibt zu Hunde nicht ausstehen zu können. Er ahnt nicht, dass seine neue Freundin in Wirklichkeit eine Katze ist, die ebenfalls durch ein Amulett ihre Gestalt wechseln kann. Doch Rufus ist blind vor Liebe. Er verabredet sich mit Kat, obwohl Manny und seine Freundin Paige Bedenken haben und Rufus warnen. Sie entdecken dann, dass Kat ein ähnliches Amulett trägt wie Rufus und beobachten sogar, wie sie sich in eine Katze verwandelt. Sie überlisten Kat und wollen Rufus davon überzeugen, dass sie eine Spionin ist, aber so verliebt wie Rufus ist, glaubt er seinen Menschenfreunden nicht.
Von Manny und Paige enttarnt, berichtet Kat von der Geschichte der Amulette, demnach haben die Drachen vor vielen Jahren den Katzen drei Amulette geschenkt. Eines davon wurde gestohlen, um Böses damit zu tun. Es wurde immer weitergereicht und all die Jahre nicht entdeckt, bis nun Rufus es fand. Ihre Feinde seinen die Eichhörnchen, insbesondere der machthungrige Mr. S hat es auf Rufus abgesehen, um ihm das Amulett zu stehlen. Mr. S will selber zum Menschen werden und so die ganze Welt beherrschen.
Ehe sie sich versehen wird Rufus von einem Tierfänger mitgenommen. Die drei folgen dem Auto, in das man ihn gesteckt hat und kommen an eine große Lagerhalle, wo gerade Mr. S das Amulett anlegt. Gemeinsam befreien sie Rufus und überwältigen Mr. S. und seinen Assistenten Scott. Überraschend erscheint nun Kats Mutter in Menschengestalt, weil sie ihre Tochter und das Amulett in ihr Reich zurückbringen will. Da aber Kat bei den Menschen soviel Gutes gesehen hat und Rufus ihr sogar das Leben gerettet hatte, als ein Auto drohte sie zu überfahren, überredet sie ihre Mutter das Amulett bei Rufus zu lassen, weil er sonst den Rest seines Lebens ein Hund bleiben müsste. Außerdem sei das Amulett bei Rufus in den besten Händen/Pfoten und sie selber will von nun an in seiner Nähe bleiben und auf ihn aufpassen. Das könnte nötig sein, denn in der Ferne droht Mr. S. an wiederzukommen.

## Synchronisation
Die deutschsprachige Synchronisation übernahm wie bereits im ersten Teil die EuroSync in Berlin unter der Dialogregie von Janina Richter.
| Rolle       | Darsteller        | Synchronsprecher       |
| ----------- | ----------------- | ---------------------- |
| Rufus       | Jace Norman       | Nicolas Rathod         |
| Paige       | Haley Tju         | Josefin Hagen          |
| Billy Biggs | Kalvin Olafson    | Matthias Klages        |
| Kat         | Jade Pettyjohn    | Liza Ohm               |
| Scott       | Amitai Mamorstein | Dirk Petrick           |
| Mrs. Dingle | Lauren K. Robek   | Greta Galisch de Palma |